# Маргарян Ашот Захарович
Ашот Захарович Маргарян (Маркаров) (1904, місто Баку, тепер Азербайджан — розстріляний 3 січня 1938, місто Тбілісі, тепер Грузія) — вірменський радянський діяч, 2-й секретар ЦК КП(б) Вірменії, відповідальний редактор газети «Пролетар».

## Життєпис
Народився в родині службовця. Після смерті батька з 1918 року виховувався в притулку Вірменського благодійного товариства. У 1921 році вступив до комсомолу.
У травні — грудні 1922 року — секретар Закавказької контори Народного комісаріату зовнішньої торгівлі РРФСР у селі Шахрахти Нахічеванського автономного краю.
У січні 1923 — січні 1924 року — інструктор, завідувач агітаційно-пропагандистського відділу Діліжанського повітового комітету комсомолу (КСМ) Вірменії.
У лютому 1924 — березні 1925 року — інструктор ЦК ЛКСМ Вірменії у місті Ерівані.
У квітні 1925 — грудні 1926 року — завідувач інформаційного підвідділу Ленінаканського повітового комітету КП(б) Вірменії.
Член ВКП(б) з січня 1927 року.
У січні 1927 — лютому 1929 року — інструктор Центральної контрольної комісії КП(б) Вірменії — Народного комісаріату робітничо-селянської інспекції Вірменської РСР.
У березні 1929 — серпні 1930 року — інструктор ЦК КП(б) Вірменії; завідувач інформаційного сектору ЦК КП(б) Вірменії.
У 1930 році закінчив шестимісячні підготовчі курси при Народному комісаріаті освіти Вірменської РСР із підготовки до вищих навчальних закладів у місті Ерівані.
У вересні 1930 — грудні 1931 року — слухач однорічних курсів організаторів радгоспів при Краснодарському інституті спеціальних технічних культур.
У січні 1932 — січні 1933 року — директор Інституту соціалістичної реконструкції при Народному комісаріаті землеробства Вірменської РСР.
У лютому — грудні 1933 року — завідувач відділу агітації та масових кампаній Еріванського міського комітету КП(б) Вірменії.
У січні 1934 — 1936 року — відповідальний інструктор відділу керівних партійних органів Закавказького крайового комітету ВКП(б) у місті Тифлісі.
У вересні 1936 — вересні 1937 року — відповідальний редактор газети «Пролетар» у місті Тбілісі.
23 вересня — листопад 1937 року — 2-й секретар ЦК КП(б) Вірменії.
16 листопада 1937 року заарештований органами НКВС у місті Тбілісі. 3 грудня 1937 року виключений із партії. 29 грудня 1937 року постановою трійки НКВС по Грузинській РСР засуджений до страти, розстріляний 3 січня 1938 року.
Посмертно реабілітований 8 серпня 1956 року. Відновлений в членах КПРС 14 грудня 1956 року.